# Andrei Teașcă
Andrei Teașcă (n. 13 octombrie 1972, București) este actor, regizor, scenarist, magician și art-terapeut român, doctor în Artele Spectacolului.
Andrei Teașcă este un deschizător de drumuri în prezentarea și familiarizarea publicului românesc cu arta magiei ca artă de spectacol și ca formă de terapie pentru copii, părinți, studenți, sau persoane cu dizabilități psihice și fizice. Fondator al Teatrului de Magie Arhivat în 21 iunie 2019, la Wayback Machine. - unicul teatru de acest gen din România, al Academiei de Magie Arhivat în 3 august 2020, la Wayback Machine. și al organizațiilor de profil (AMIR, Romagic, FRIM) a realizat numeroase spectacole în premieră națională, a propus concepte unice precum Iluzionismul teatral, MagicArtTherapy, Easy4Parents și a luptat pentru ca meseria de magician sa fie recunoscută, prin introducerea standardului ocupațional în COR. 
Membru Internațional Brotherhood of Magicians, membru Society of American Magicians și membru UNITER.

## Familie
Tatăl - G. Teașcă (4 octombrie 1926 - 17 septembrie 2002), regizor de teatru și televiziune

## Biografie
1993-1995 - Teatrul Studențesc PODUL
1995-1998 - membru al trupei lui Dan Puric
1995-1999 - Universitatea Națională de Arta Teatrală si Cinematografică, secția Actorie
1996 - actor în OEDIP, la Opera Națională București  regia Andrei Șerban
2001-2007 - Contracte de iluzionism în Everland – Seul, în Teatre Varieteuri, Teatre de Magie, hoteluri, cazinouri. Membru participant la colocvii de Arta Iluzionismului în Coreea de Sud.
2007-2009 - Președinte și membru fondator Asociația Magicienilor si Iluzionistilor din România - AMIR
2009 - fondator Teatrul de Magie Arhivat în 25 martie 2010, la Wayback Machine.. Andrei Teașcă a urcat magia la rang de artă realizând astfel primul spectacol de iluzionism pe o scenă de teatru din România, Magic Show la Teatrul Nottara. Pentru el, Teatrul de Magie înseamnă întâlnirea iluzionismului cu teatrul,   muzica, dansul, pantomima definindu-l ca Iluzionism teatral. Specialiștii care au reacționat la acest concept unic sunt directorii de teatre care l-au susținut pe Andrei Teașcă oferindu-i posibilitatea de a juca spectacolele sale la Teatrul Nottara, Teatrul Foarte Mic, Teatrul de Comedie, Teatrul Ion Creangă. 
2009 - fondator Academia de Magie Arhivat în 3 august 2020, la Wayback Machine. din România. La 14 noiembrie 2009, Andrei Teașcă a pus bazele Academiei de Magie, unde și-a propus să formeze și să pregătească tineri magicieni, insuflându-le respectul pentru aceasta artă și ajutându-i să-și găsească un drum personal care să le aducă împlinirea și succesul pe care și-l doresc.
2010 - Gala Comediei Românești - La cererea directorului Teatrului de Comedie, George Mihăiță, Andrei Teașcă a prezentat  Gala Comediei Românești din anul 2010 prin momente de iluzionism teatral. Juriul a fost alcătuit din: Sanda Manu, Marina Constantinescu, Vladimir Găitan. Premiile și premianții au apărut prin efecte magice, magicianul concepând momente speciale pentru această gală.  Marii actori Mircea Albulescu, Sanda Toma, Dumitru Rucăreanu au primit premiile de excelență într-o prezentare magică cum nu a mai avut pană atunci Teatrul de Comedie. De asemenea și actorul Horațiu Mălăele a primit premiul pentru cel mai bun actor și regizor. Toate acestea au fost reunite în Gala: „MAGICOMIC”.
2010 - Pentru prima dată Andrei Teașcă introduce iluzionismul la  Operetă. Apariție cu un moment special de magie în spectacolul realizat de Teatrul Național de Operetă din București "Paris, Mon Amor". 
2010 - Festivalul de Magie "Houdini Magic Festival". În toamna anului 2010 Andrei Teașcă a inaugurat Festivalul de Magie "Houdini Magic Festival" ediția I, cu sprijinul Teatrului de Comedie. Festivalul își propune să ofere publicului român o incursiune în fascinanta lume a magiei, dezvăluind tainele unei culturi puțin promovate în România, dar cu un mare impact asupra rațiunii și imaginației individului. Tot în cadrul acestui festival s-a organizat și primul concurs de magie pentru tinerii pasionați de iluzionism. Prima ediție s-a bucurat de succes și a fost urmată de încă patru.  
2010-2011 - Regizor, scenarist și personaj principal în spectacolul “HAZARD – Recital de Magie” – realizat în coproducție cu Teatrul Național de Operetă "Ion Dacian".
 2011 - Membru fondator al “Romagic” și președinte fondator FRIM - Federația Româna de Iluzionism și Magie. Este singura organizație de profil din Europa acreditată să organizeze cursuri de formare profesională și să ofere certificate de magician, avizate de Ministerul Muncii și Educației, recunoscute pe plan international.  
2012 - Asociația Teatrul de Magie, devine membru cu drepturi depline în FISM - International Federation of Magic Societies
2014 - Fondator – Houdini Magic Bar Arhivat în 20 septembrie 2020, la Wayback Machine.. A fost inaugurat primul spatiu dedicat iluzionismului si pasionatilor de magie, sub forma de bar tematic. 
2015 - Participare la EXPO Milano Arhivat în 12 iunie 2019, la Wayback Machine. - Pavilionul României. Coordonator proiect. 
2016 - Fondator – Casa Magicianului - sediul Teatrului de Magie, un spațiu dedicat spectacolelor, cursurilor Academiei de Magie, precum și petrecerilor tematice pentru copii, workshop-urilor de art terapie și a ședințelor de consiliere terapeutică. 
2017 - Doctor în artele spectacolului, titlu obținut la Universitatea Națională de Artă Teatrală și Cinematografică I.L. Caragiale - București, cu Teza de Doctorat: „Teatrul de Magie – Inovație în artele spectacolului”
2019 - Dialoguri de viață - conferință despre dialogul cu ceilalți, dar în special cel cu tine. 
2019 - Easy4Parents - Părinte. Fișa postului. Consiliere și workshop pentru părinți. 
2019 - MagicArtTherapy - metodă personală de terapie prin artă după 10 ani de cerecetare în cadrul Academiei de Magie. Primul laborator de Magic Art Therapy în Centrul de Zi Alternativa pentru tineri cu dizabilități intelectuale și Primul curs de formare
2020 - Lansarea serialului fantasy online "Misterele din Casa Magicianului"
2021 - "Consilierul de la Miezul nopții" - lansarea unui format unic de streaming educațional live care pune în discuție și oferă răspunsuri problemelor tinerilor, întrebărilor pe care până acum nu au avut curajul să le adreseze nimănui.    
2021 - Premiera spectacolului online, interactiv, de magie pentru copii "Magicianul de acasă"   

## Spectacole concepute și realizate de Andrei Teașcă pentru Teatrul de Magie
- 2008 "Magic Show” (Premieră 19 octombrie 2008 la Teatrul Nottara, București).  Acesta a fost primul spectacol de Iluzionism teatral din România.
- 2009 „Kids Magic Show” (Premieră 5 mai 2009 la Teatrul Ion Creangă, București).  A fost cel de-al doilea spectacol al Teatrului de Magie, fiind primul spectacol de iluzionism pentru copii, din România, prezentat pe o scenă de teatru.
- 2009 „Comic Magic Show” (Premieră 10 mai 2009 la Teatrul de Comedie, București). Acest spectacol a fost prezentat în cadrul Festivalului de Comedie din anul 2009.
- 2009 “Xtreme Magic Show” (Premieră 18 noiembrie 2009 la Teatrul Foarte Mic, București).  În acest spectacol sunt prezentate publicului român momente de magie  extrem de periculoase.
- 2010 “Mystery”  (Premieră 27 februarie 2010 la Teatrul Foarte Mic, București). Acesta este un spectacol de magie pentru întreaga familie.
- 2010 “Magic Vegas, șefu’!” (Premieră 17 mai 2010 la Teatrul de Comedie, București). Un  spectacol de stand-up, comedie și iluzionism.
- 2010 "Paris Mon Amour" - Teatrul Național de Operetă Ion Dacian – participare cu un moment de magie special creat pentru acest spectacol.
- 2010 “Blind" - cu Vlad Grigorescu, regie Andrei Teașcă. Glendale Art Cafe.
- 2010 "Magicianul și Bagheta Magică" - Cartier de Vară.
- 2010 "Comedie și Iluzii" Teatrul de Comedie.
- 2010 "HAZARD -  Recital de Magie" (Premieră 17 decembrie 2010 la Teatrul Național de Operetă "Ion Dacian, București). Primul spectacol de magie din România acompaniat de orchestră, un spectacol în care arta magiei și cea lirică se întâlnesc într-o simbioză perfectă, creând, prin mister, o atmosferă de poveste.
- 2010 "One Women Magic Show"- Teatrul de Comedie.
- 2011 "Specialistul" – Universitatea Populara Ioan I. Dalles Arhivat în 22 iulie 2019, la Wayback Machine..
- 2011 "Tocilaru’" – cu Emil Dragan, regia Andrei Teasca. Teatrul de Comedie.
- 2011 "Hocus Pocus" – Palatul Național al Copiilor.
- 2011 "Trisorul Minții" – Lansarea conceptului “ Cel mai mare magician din România” - Teatrul de Cafenea – Waldo’s Pub&Bar.
- 2012 "Subliminal"– conferință-spectacol de mentalism, Universitatea Populara Ioan I. Dalles Arhivat în 22 iulie 2019, la Wayback Machine..
- 2012 "Abracadabra" – Universitatea Populara Ioan I. Dalles Arhivat în 22 iulie 2019, la Wayback Machine..
- 2012 "Piei, drace!" – Teatrul de Revista "Constantin Tanase" – participare cu un moment de magie special creat pentru acest spectacol.
- 2012 "Bagheta Magică" – Teatrul Maria Filotti, Brăila -  Spectacol de magie pentru copii, concept scenografie-regie Andrei Teașcă.
- 2013 "Bagheta Magică" - Festivalul de teatru din Bursa,Turcia.
- 2014 "Magic History" – Cel mai mare Spectacol de iluzionism prezentat vreodată - Palatul Național al Copiilor, București.
- 2014 "În mintea copiilor" – Spectacol de Magie pentru copii. Universitatea Populara Dalles Arhivat în 22 iulie 2019, la Wayback Machine.
- 2014 "Atelier de magie pentru copii" – Houdini Magic Bar.
- 2015 ExpoMilano - Pavilionul Romaniei. Spectacol de improvizație și magie-teatru nonverbal.
- 2016 "Abramagic"  – Casa Magicianului Arhivat în 4 mai 2018, la Wayback Machine..  Regia  Andrei Teașcă. Inaugurarea conceptului de prima femeie magician balerina – Ștefania Banică.
- 2016 "Kids magic show & workshop" –  Casa Magicianului Arhivat în 4 mai 2018, la Wayback Machine..
- 2016 Atelier de magie – cursurile Academiei de Magie.
- 2016 "Wizard" – Casa Magicianului. Arhivat în 4 mai 2018, la Wayback Machine.
- 2017 "Robomag" (one man show) - Casa Magicianului. Arhivat în 4 mai 2018, la Wayback Machine.
- 2017 "Magicianul Trasnit" – Casa Magicianului Arhivat în 4 mai 2018, la Wayback Machine..
- 2018 "Micul Magician" – Casa Magicianului Arhivat în 4 mai 2018, la Wayback Machine..
- 2018 "Balul Sinucigasilor" – în calitate de Consultant Magie, premiera Teatrul Nottara,  regia Iulian Furtună.
- 2018 "Dr. Mag" –Casa Magicianului. Arhivat în 4 mai 2018, la Wayback Machine.
- 2020 "Misterele din casa Magicianului" - serial fantasy. online
- 2021 "Magicianul de acasă" - spectacol de magie online, interactiv

## Știri
- Întâlnirea iluzionismului cu teatrul Arhivat în 5 iunie 2010, la Wayback Machine., 2 iunie 2010, Maria Capelos, România liberă
- Academia de magie, 16 mai 2010, Loreta Popa, Jurnalul Național
- "Îmi plac foarte mult iluziile!” - interviu cu Andrei TEAȘCĂ, magician -, 7 iunie 2009, Dilema Veche
- "Adevărata magie este dragostea" - interviu cu magicianul Andrei TEAȘCĂ - 17-23 noiembrie 2011, Dilema Veche
- "Andrei Teașcă, fondatorul Teatrului de Magie, a deschis porțile Casei Magicianului" - 4 aprilie 2016, Mediafax
- "Andrei Teașcă: Viața ca o magie" Arhivat în 29 septembrie 2020, la Wayback Machine. - 16 septembrie 2016, Auto Test